# Elena Gómez de la Serna
Elena Gómez de la Serna (1901-1992)  fue una publicista y periodista española, que se exilió a Chile a bordo del Winnipeg.
En España participó activamente en el equipo de salvamento del tesoro artístico español. En Chile se dedicó al periodismo radiofónico y fue directora de la revista Eva de la Editorial Zig-Zag.

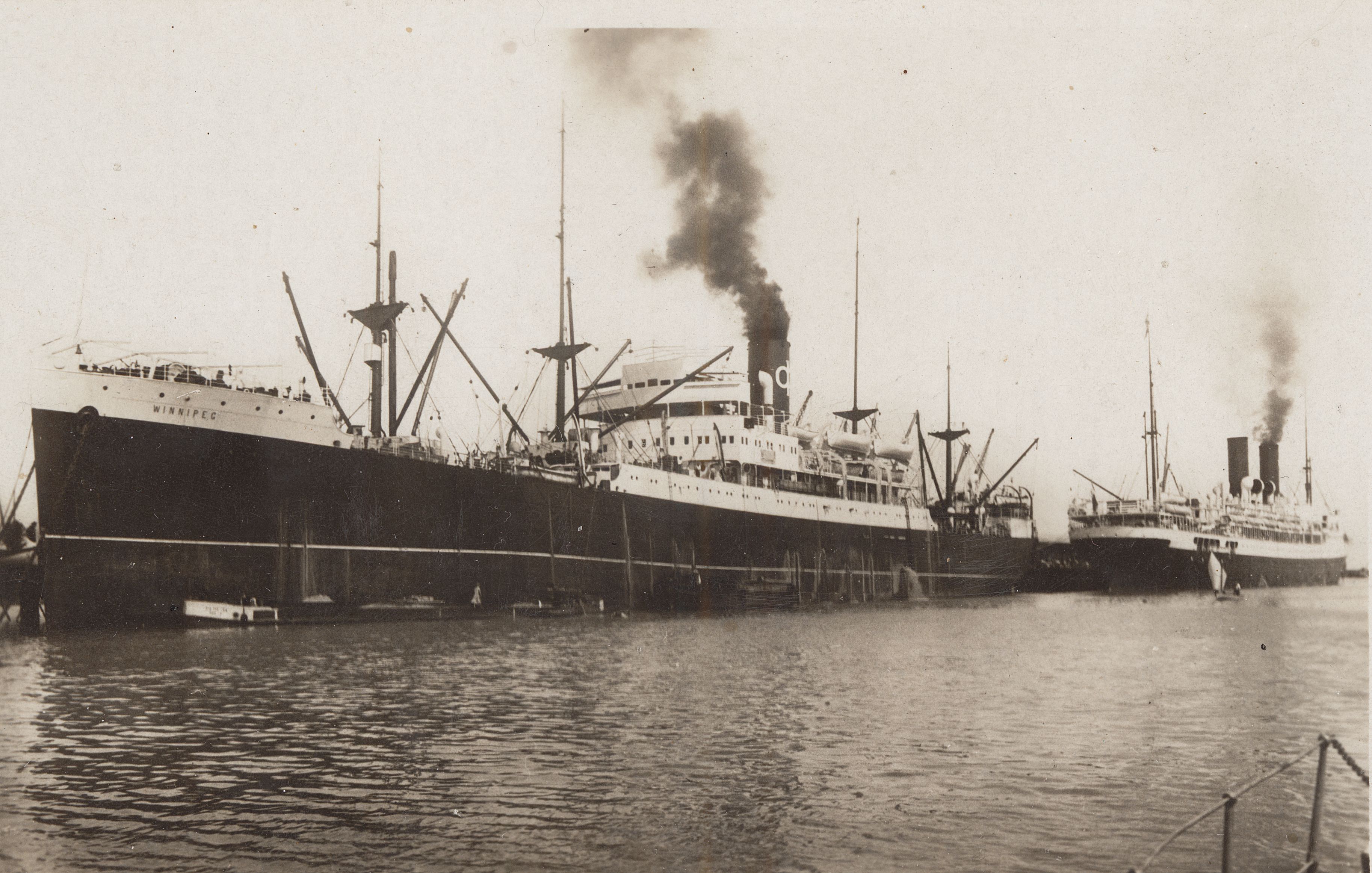
Barco Winnipeg en 1939.

Contrajo matrimonio en 1942 con Arturo Lorenzo. Vivieron en Santiago de Chile unos 12 años, marchando después a Valparaíso, donde tuvieron a sus dos hijos. Tras el golpe de Estado de Chile de 1973, decidieron volver a España. Murió en 1992.